# Microcrambus discludellus
Microcrambus discludellus là một loài bướm đêm trong họ Crambidae.